# 永田文夫
永田 文夫（ながた ふみお、1927年3月28日 - 2016年5月13日）は、日本の音楽評論家、訳詞家。妻はタンゴ歌手の前田はるみ。

## 人物
大阪府大阪市出身。1948年京都大学工学部卒業。翌1949年上京、シャンソン社を設立、月刊誌『シャンソン』を刊行した。その後シャンソンを中心とする洋楽の訳詞をはじめ、並行して音楽評論家としても活動。

## 作品

### 著書
- 『世界の名曲とレコード 第2 ラテン・タンゴ編』誠文堂新光社 1966
- 『世界の名曲とレコード 第3 シャンソン・カンツォーネ編』誠文堂新光社 1967
- 『アメリカン・フォークソング』編 成美堂出版 1975
- 『スクリーン・ミュージック』編 成美堂出版 1975
- 『ラテン・フォルクローレ・タンゴ 世界の名曲とレコード』誠文堂新光社 1977
- 『シャンソン 世界の名曲とレコード』誠文堂新光社 1984

翻訳
- ドニーズ・ガッシオン『我が姉エディット・ピアフ』誠文堂新光社 1980

### 訳詞
- 『暗いはしけ』
- 『恋心』(エンリコ・マシアスのL'Amour, c'est pour rien）
- 『わかっているよ（岸洋子盤：わかっているの）』(エンリコ・マシアスの歌：Je le vois sur ton visage)
- 『白い恋人たち』
- 『マシュ・ケ・ナダ』
- 『愛の讃歌』